# Beaton (Colombie-Britannique)
Pour les articles homonymes, voir Beaton.

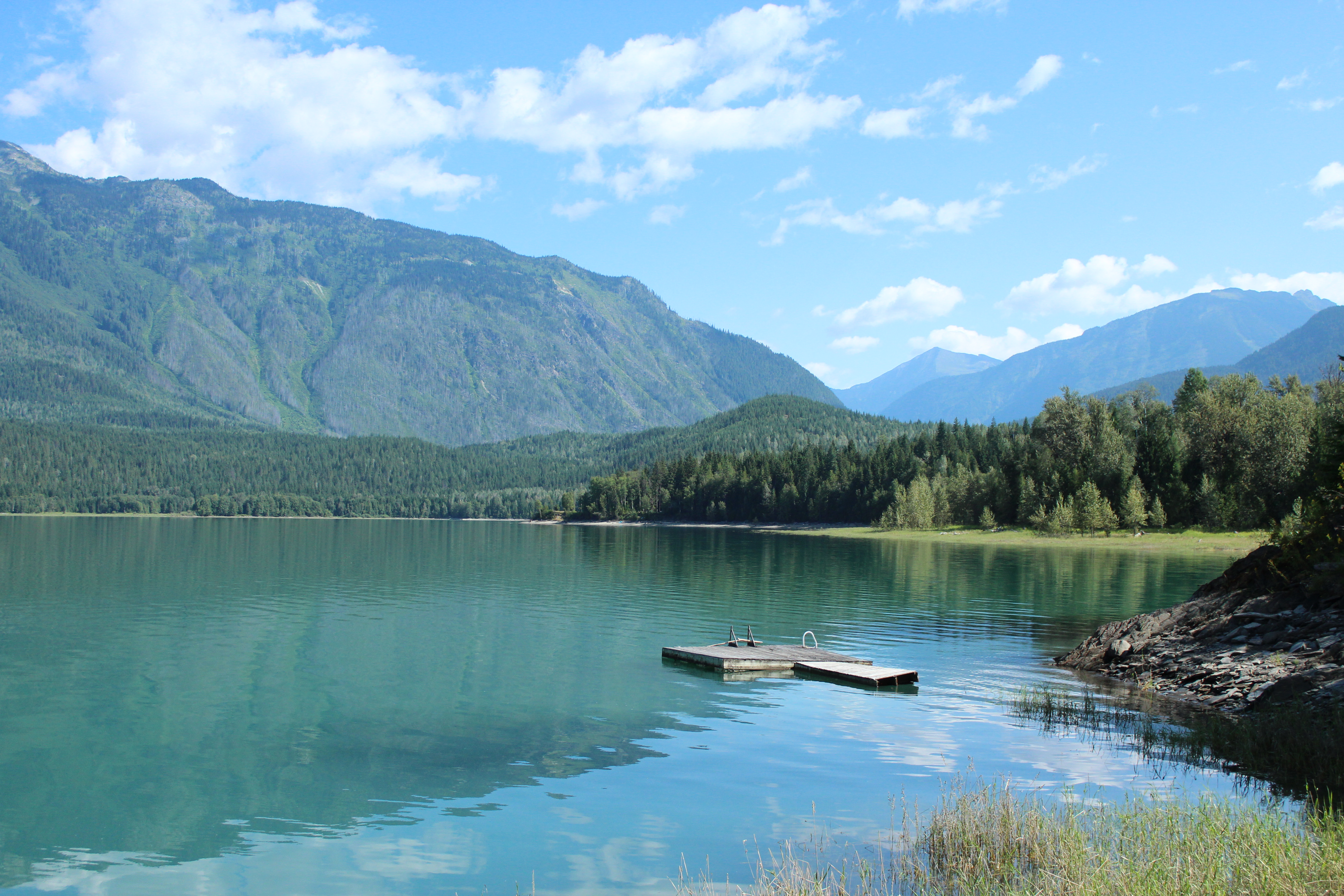
Photo de Beaton Arm en août 2020.

Beaton est un village situé dans la province de la Colombie-Britannique, dans le sud-est.